# نبرد اواجیک
نبرد اواجیک در تابستان ۱۵۱۵ میلادی در نزدیکی اواجیک، بین سپاهیان صفوی و عثمانی روی داد و با پیروزی امپراتوری عثمانی به پایان رسید. این جنگ تهاجم صفویه به آناتولی شمالی را متوقف کرد. فرمانده صفوی نورعلی خلیفه و اکثر نیروهایش در میدان جنگ کشته شدند. پس از این نبرد تونجلی و اطراف آن به تصرف عثمانی‌ها درآمد. پس از این اشغال، ارتش عثمانی به رهبری بیقلی محمد پاشا برای نبردهای بعدی با صفویان (نبرد قوچ‌حصار) آماده شد.